# Wartegeld
Als Wartegeld wird allgemein eine Zahlung an jemanden bezeichnet, der für einige Zeit nicht im Dienst eingesetzt ist und die Wartezeit auf einen erneuten Einsatz finanziell ausgeglichen bekommt.

## Allgemeine Definitionen
Das Wartegeld wurde an Personen, insbesondere Beamte oder Offiziere, gezahlt, die vorzeitig oder vorübergehend in den Ruhestand versetzt wurden. Die Höhe der Zahlung richtete sich nach dem bisherigen Gehalt und wurde anteilig ausgezahlt. Es wurde gewährt, wenn der Betroffene nicht aus eigenem Verschulden seinen Dienst quittieren musste und zwar auch dann, wenn er eine andere Anstellung bekam. Das Wartegeld konnte ebenso hoch ausfallen, wie die bisherigen Bezüge und war im Allgemeinen höher als die späteren Pensionszahlungen im Ruhestand.
Meyers Konversationslexikon

„Wartegeld, derjenige Teil des Gehalts, welcher einem in den vorläufigen Ruhestand versetzten, zur Disposition gestellten Beamten oder Offizier bis zu seiner Wiederverwendung im Staatsdienst zu gewähren ist. Das W[artegeld] ist zumeist höher bemessen als die Pension. […] In einem andern Sinn wird W[artegeld] gleichbedeutend mit Liegegeld gebraucht […].“

Beamtengesetz von 1937

„Das Wartegeld beträgt achtzig vom Hundert der ruhegehaltfähigen Dienstbezüge. Für jedes volle und angefangene Jahr, das dem Beamten an fünfzehn Jahren ruhegehaltfähiger Dienstzeit fehlt, wird jedoch das Wartegeld um zwei vom Hundert der ruhegehaltfähigen Dienstbezüge niedriger bemessen. Das Wartegeld beträgt in keinem Fall mehr als achtzig vom Hundert der ruhegehaltfähigen Dienstbezüge eines Beamten aus der Endstufe der Besoldungsgruppe A 1a der Reichsbesoldungsordnung. Hat der Beamte indessen zur Zeit seiner Versetzung in den Wartestand bereits ein höheres Ruhegehalt erdient, so erhält er ein Wartegeld in Höhe des zu diesem Zeitpunkt erdienten Ruhegehalts.“

## Lederfabrik Cornelius Heyl
Der erste Produktionsbetrieb in Deutschland, der für seine Mitarbeiter ein Wartegeld einführte, waren die Heylschen Lederwerke in Worms. Um die Lederarbeiter in Zeiten, in denen wenig, für die Lederherstellung notwendiges, Sonnenlicht zur Verfügung stand, nicht aus dem Arbeitsverhältnis entlassen zu müssen, führte die Leitung bereits im Jahr 1896 das Wartegeld für die Beschäftigten ein, das ohne Abzug ausgezahlt wurde, denn die dadurch entstandenen Lohnnebenkosten, wie beispielsweise die Beiträge zur Betriebskrankenkasse oder zur Altersversicherung, wurden vom Betrieb bezahlt. Das Wartegeld war gestaffelt zwischen weiblichen Arbeitnehmerinnen, männlichen, unverheirateten Arbeitnehmern und verheirateten Arbeitnehmern und betrug zwischen 1 M. und 2 M. und 50 Pf. pro Tag. Das Wartegeld musste unter keinen Umständen zurückgezahlt werden und es musste auch keine Gegenleistung erbracht werden.

## Evangelische Kirche in Deutschland
Die Evangelische Kirche in Deutschland regelt den Bezug von Wartegeld im Jahr 2013 folgendermaßen.
- Der Anspruch entsteht mit dem Beginn des Wartestandes. Das Wartegeld beträgt 75 % der ruhegehaltfähigen Dienstbezüge. Für jedes volle und angefangene Dienstjahr, das an einer ruhegehaltfähigen Dienstzeit (25 Dienstjahre) fehlt, wird eine Kürzung um 2 % vorgenommen. Es beträgt jedoch mindestens 50 % der ruhegehaltfähigen Dienstbezüge.
- Das Wartegeld darf nicht höher sein, als die Bezüge, die dem Anwärter zur Zeit der Versetzung in den Wartestand zustanden.

## Personenbeförderung
Darüber hinaus wird bei der Personenbeförderung in einem Taxi ein Teil des Fahrpreises als „Wartegeld“ bezeichnet.

„Das Wartegeld wird für jede – auch verkehrsbedingte – Stillstandzeit erhoben, die während der Inanspruchnahme der Taxe entsteht, jedoch nur, wenn die einzelne Stillstandzeit länger als 60 Sekunden dauert, und nur für den Teil dieser Stillstandzeit, der über 60 Sekunden hinausgeht. Das Wartegeld beträgt je Stunde 30,00 Euro.“

## Wartegeldregelung in Luxemburg
In Luxemburg kann im Falle eines abgelehnten Antrags auf eine Invaliditätspension (es liegt keine Invalidität, jedoch eine gesundheitliche Einschränkung vor) nach Ablauf eines Jahres, in dem die Vermittlung eines geeigneten Arbeitsplatzes nicht erfolgreich war, ein Wartegeld (indemnités d’attente) durch den Rentenversicherungsträger maximal bis zur Vollendung des 65. Lebensjahres ausgezahlt werden. Der Versicherte muss sich während des gesamten Zeitraums des Wartegeldbezuges der luxemburgischen Arbeitsverwaltung zur Verfügung stellen. Erfolgt in diesem Zeitraum eine Vermittlung auf einen geeigneten Arbeitsplatz, so erlischt der Anspruch auf Wartegeld.
Das Wartegeld berechnet sich wie eine luxemburgische Invaliditätspension. Ausländische Versicherungszeiten werden nicht berücksichtigt. Mit Erreichen des 65. Lebensjahres geht es in die Alterspension über. Das Wartegeld ist eine Leistung, die mit einer Rente wegen teilweiser Erwerbsminderung oder Berufsunfähigkeit vergleichbar ist.